# Woroniaki
Woroniaki (ukr. Вороняки) – pasmo wzgórz w północnej części Wyżyny Podolskiej, położone między Gołogórami i Wzgórzami Krzemienieckimi, w znacznej części pokryte lessem. 
Z północnych zboczy Woroniaków wypływają Styr i Ikwa, z południowych Seret, z zachodnich Bug, a z wschodnich Horyń.
Na szczycie Woroniaków, naprzeciw stacji kolejowej w miejscowości Kniaże (10 km. od Złoczowa) znajduje się kapliczka-mauzoleum rodziny Strzęboszów, byłych dziedziców dóbr Lackie Wielkie i okolic. Obiekt położony jest wśród lasów. W 1895 r. miejscowość Lackie wraz z pięknym dworem stanowiła Fundację w ręku SS. Opatrzności. Dobra te służyły Fundacji na utrzymanie zakładu poprawczego dla dziewcząt. 
W II Rzeczypospolitej wieś w powiecie złoczowskim województwa tarnopolskiego.
W latach 1939–1944 nacjonaliści ukraińscy z OUN-UPA zamordowali tutaj 31 Polaków, w tym we wrześniu 1939 r. 7 lotników polskich, którzy zatrzymali się we wsi.